# Trichogorgia lyra
Trichogorgia lyra är en korallart som beskrevs av Bayer och Muzik 1976. Trichogorgia lyra ingår i släktet Trichogorgia och familjen Chrysogorgiidae. Inga underarter finns listade i Catalogue of Life.